# Ginástica nos Jogos da Commonwealth de 2022
As competições de ginástica nos Jogos da Commonwealth de 2022 em Birmingham, Inglaterra, foram realizadas de 29 de julho a 6 de agosto de 2022. O esporte fez sua décima aparição desde sua estreia em 1978 e sua segunda aparição na Inglaterra especificamente, distribuída em vinte eventos..

## Calendário
O calendário da competição foi o seguinte:
| Q | Qualificatória | F | Final |

| DataEvento                 | Sex 29 | Sáb 30 | Dom 31 | Seg 1 | Ter 2 |
| -------------------------- | ------ | ------ | ------ | ----- | ----- |
| Equipes masculinas         | F      |        |        |       |       |
| Individual geral masculino | Q      |        | F      |       |       |
| Solo masculino             | Q      |        |        | F     |       |
| Cavalo com alças           | Q      |        |        | F     |       |
| Argolas                    | Q      |        |        | F     |       |
| Salto masculino            | Q      |        |        |       | F     |
| Barras paralelas           | Q      |        |        |       | F     |
| Barra fixa                 | Q      |        |        |       | F     |
| Equipes femininas          |        | F      |        |       |       |
| Individual geral feminino  |        | Q      | F      |       |       |
| Salto feminino             |        | Q      |        | F     |       |
| Barras assimétricas        |        | Q      |        | F     |       |
| Trave                      |        | Q      |        |       | F     |
| Solo feminino              |        | Q      |        |       | F     |

| DataEvento       | Qui 4 | Sex 5 | Sáb 6 |
| ---------------- | ----- | ----- | ----- |
| Equipes          | F     |       |       |
| Individual geral | Q     | F     |       |
| Arco             | Q     |       | F     |
| Bola             | Q     |       | F     |
| Maças            | Q     |       | F     |
| Fita             | Q     |       | F     |

| DataEvento                 | Sex 29 | Sáb 30 | Dom 31 | Seg 1 | Ter 2 |
| -------------------------- | ------ | ------ | ------ | ----- | ----- |
| Equipes masculinas         | F      |        |        |       |       |
| Individual geral masculino | Q      |        | F      |       |       |
| Solo masculino             | Q      |        |        | F     |       |
| Cavalo com alças           | Q      |        |        | F     |       |
| Argolas                    | Q      |        |        | F     |       |
| Salto masculino            | Q      |        |        |       | F     |
| Barras paralelas           | Q      |        |        |       | F     |
| Barra fixa                 | Q      |        |        |       | F     |
| Equipes femininas          |        | F      |        |       |       |
| Individual geral feminino  |        | Q      | F      |       |       |
| Salto feminino             |        | Q      |        | F     |       |
| Barras assimétricas        |        | Q      |        | F     |       |
| Trave                      |        | Q      |        |       | F     |
| Solo feminino              |        | Q      |        |       | F     |

| DataEvento       | Qui 4 | Sex 5 | Sáb 6 |
| ---------------- | ----- | ----- | ----- |
| Equipes          | F     |       |       |
| Individual geral | Q     | F     |       |
| Arco             | Q     |       | F     |
| Bola             | Q     |       | F     |
| Maças            | Q     |       | F     |
| Fita             | Q     |       | F     |

## Local
As competições de ginástica foram realizadas na Arena Birmingham, local que já recebeu mais de 30 esportes em sua história.

## Resumo de medalhas

### Quadro de medalhas
*   país anfitrião (ENG Inglaterra)
| Pos.               | País                 | Ouro | Prata | Bronze | Total |
| ------------------ | -------------------- | ---- | ----- | ------ | ----- |
| 1                  | ENG Inglaterra       | 11   | 5     | 2      | 18    |
| 2                  | AUS Austrália        | 4    | 5     | 3      | 12    |
| 3                  | MAS Malásia          | 2    | 0     | 1      | 3     |
| 4                  | CAN Canadá           | 1    | 5     | 7      | 13    |
| 5                  | CYP Chipre           | 1    | 3     | 5      | 9     |
| 6                  | WAL País de Gales    | 1    | 0     | 0      | 1     |
| 7                  | SCO Escócia          | 0    | 1     | 1      | 2     |
| 8                  | NIR Irlanda do Norte | 0    | 1     | 0      | 1     |
| 9                  | RSA África do Sul    | 0    | 0     | 1      | 1     |
| Total (9 entradas) | Total (9 entradas)   | 20   | 20    | 20     | 60    |

### Medalhistas

#### Artística

##### Masculino
| Evento           | Ouro                                                                                   | Prata                                                                          | Bronze                                                                                        |
| ---------------- | -------------------------------------------------------------------------------------- | ------------------------------------------------------------------------------ | --------------------------------------------------------------------------------------------- |
| Equipe           | ENG Inglaterra Joe Fraser James Hall Jake Jarman Giarnni Regini-Moran Courtney Tulloch | CAN Canadá Félix Dolci Mathys Jalbert Chris Kaji Jayson Rampersad Kenji Tamane | CYP Chipre Georgios Angonas Michalis Chari Ilias Georgiou Marios Georgiou Sokratis Pilakouris |
| Individual geral | Jake Jarman ENG Inglaterra                                                             | James Hall ENG Inglaterra                                                      | Marios Georgiou CYP Chipre                                                                    |
| Solo             | Jake Jarman ENG Inglaterra                                                             | Félix Dolci CAN Canadá                                                         | Giarnni Regini-Moran ENG Inglaterra                                                           |
| Cavalo com alças | Joe Fraser ENG Inglaterra                                                              | Rhys McClenaghan NIR Irlanda do Norte                                          | Jayson Rampersad CAN Canadá                                                                   |
| Argolas          | Courtney Tulloch ENG Inglaterra                                                        | Sokratis Pilakouris CYP Chipre                                                 | Chris Kaji CAN Canadá                                                                         |
| Salto            | Jake Jarman ENG Inglaterra                                                             | Giarnni Regini-Moran ENG Inglaterra                                            | James Bacueti AUS Austrália                                                                   |
| Barras paralelas | Joe Fraser ENG Inglaterra                                                              | Giarnni Regini-Moran ENG Inglaterra                                            | Marios Georgiou CYP Chipre                                                                    |
| Barra fixa       | Ilias Georgiou CYP Chipre                                                              | Tyson Bull AUS Austrália                                                       | Marios Georgiou CYP Chipre                                                                    |

##### Feminino
| Evento              | Ouro                                                                                           | Prata                                                                               | Bronze                                                                         |
| ------------------- | ---------------------------------------------------------------------------------------------- | ----------------------------------------------------------------------------------- | ------------------------------------------------------------------------------ |
| Equipes             | ENG Inglaterra Ondine Achampong Georgia-Mae Fenton Claudia Fragapane Alice Kinsella Kelly Simm | AUS Austrália Romi Brown Georgia Godwin Kate McDonald Breanna Scott Emily Whitehead | CAN Canadá Laurie Denommée Jenna Lalonde Cassie Lee Emma Spence Maya Zonneveld |
| Individual geral    | Georgia Godwin AUS Austrália                                                                   | Ondine Achampong ENG Inglaterra                                                     | Emma Spence CAN Canadá                                                         |
| Trave               | Georgia Godwin AUS Austrália                                                                   | Laurie Denommée CAN Canadá                                                          | Shannon Archer SCO Escócia                                                     |
| Solo                | Georgia-Mae Fenton ENG Inglaterra                                                              | Georgia Godwin AUS Austrália                                                        | Caitlin Rooskrantz RSA África do Sul                                           |
| Barras assimétricas | Kate McDonald AUS Austrália                                                                    | Georgia Godwin AUS Austrália                                                        | Emma Spence CAN Canadá                                                         |
| Salto               | Alice Kinsella ENG Inglaterra                                                                  | Ondine Achampong ENG Inglaterra                                                     | Emily Whitehead AUS Austrália                                                  |

#### Rítmica
| Evento           | Ouro                                                            | Prata                                                                 | Bronze                                                   |
| ---------------- | --------------------------------------------------------------- | --------------------------------------------------------------------- | -------------------------------------------------------- |
| Equipes          | CAN Canadá Tatiana Cocsanova Carmel Kallemaa Suzanna Shahbazian | AUS Austrália Ashari Gill Lidiia Iakovleva Alexandra Kiroi-Bogatyreva | ENG Inglaterra Marfa Ekimova Alice Leaper Saffron Severn |
| Individual geral | Marfa Ekimova ENG Inglaterra                                    | Anna Sokolova CYP Chipre                                              | Alexandra Kiroi-Bogatyreva AUS Austrália                 |
| Arco             | Gemma Frizelle WAL País de Gales                                | Anna Sokolova CYP Chipre                                              | Carmel Kallemaa CAN Canadá                               |
| Bola             | Ng Joe Ee MAS Malásia                                           | Suzanna Shahbazian CAN Canadá                                         | Anna Sokolova CYP Chipre                                 |
| Maças            | Alexandra Kiroi-Bogatyreva AUS Austrália                        | Carmel Kallemaa CAN Canadá                                            | Izzah Amzan MAS Malásia                                  |
| Fita             | Ng Joe Ee MAS Malásia                                           | Louise Christie SCO Escócia                                           | Carmel Kallemaa CAN Canadá                               |

## Nações participantes
Havia 22 Associações de Jogos da Commonwealth (CGAs) participantes na ginástica com um total de 132 (56 homens e 76 mulheres) atletas. O número de atletas que uma nação inscreveu está entre parênteses ao lado do nome do país.

### Artística
Competiram 103 (56 homens e 47 mulheres) ginastas artísticos de 21 CGAs.
- AUS Austrália (10)
- BAN Bangladesh (3)
- BAR Barbados (1)
- CAN Canadá (10)
- CAY Ilhas Cayman (2)
- CYP Chipre (6)
- ENG Inglaterra (10)
- IND Índia (6)
- IOM Ilha de Man (1)
- JAM Jamaica (2)
- JER Jersey (1)
- MAS Malásia (2)
- NZL Nova Zelândia (5)
- NIR Irlanda do Norte (3)
- PAK Paquistão (1)
- SCO Escócia (9)
- SGP Singapura (7)
- RSA África do Sul (6)
- SRI Sri Lanka (7)
- TTO Trinidad e Tobago (1)
- WAL País de Gales (10)

### Rítmica
Competiram um total de 29 ginastas rítmicas de 13 CGAs.
- AUS Austrália (3)
- CAN Canadá (3)
- CYP Chipre (3)
- ENG Inglaterra (3)
- GIB Gibraltar (2)
- IND Índia (1)
- MAS Malásia (3)
- NZL Nova Zelândia (2)
- SCO Escócia (1)
- SGP Singapura (3)
- RSA África do Sul (1)
- SRI Sri Lanka (1)
- WAL País de Gales (3)

## Controvérsias
Em 26 de maio de 2022, o ginasta da Irlanda do Norte e atual campeão dos Jogos da Commonwealth no cavalo com alças, Rhys McClenaghan, anunciou no Twitter que ele e seus companheiros de equipe, Eamon Montgomery e Ewan McAteer, não seriam autorizados pela Federação Internacional de Ginástica (FIG) a competir em os Jogos da Commonwealth de 2022 devido a eles representarem a Irlanda em competições internacionais onde a Irlanda do Norte não compete. A FIG afirmou que ginastas irlandeses competindo pela Irlanda do Norte seria "uma violação dos estatutos e regras da FIG" e recomendou que os atletas em questão mudassem sua nacionalidade de licença da FIG (na verdade, mudasse para uma licença britânica) se desejassem recuperar a elegibilidade. O Conselho de Jogos da Commonwealth da Irlanda do Norte acusou a FIG de "desconsiderar completamente" o Acordo da Sexta-Feira Santa de 1998, que afirma que as pessoas da Irlanda do Norte podem se considerar britânicas, irlandesas ou ambas; na época, nenhuma outra federação membro da ASOIF associada aos Jogos da Commonwealth havia adotado a postura da FIG.
Em 27 de junho, a decisão foi anulada e os três ginastas da Irlanda do Norte foram autorizados a competir nos Jogos da Commonwealth pela Irlanda do Norte, enquanto ainda representavam a ilha da Irlanda em outras competições internacionais.